# مسجد دار الغفران
مسجد دار الغفران (بالإنجليزية: Darul Ghufran Mosque ) هو مسجد يقع في شارع تامبينيس الخامس في تامبينيس في الجانب الشرقي من سنغافورة، مسجد دارول غفران يحظى بشعبية كبيرة ويصبح مزدحما للغاية كل يوم جمعة وقت صلاة الجمعة، نظراً لعدم وجود مسجد في البلدات المجاورة لبلدة سيمي .

## البناء
مسجد دار الغفران بني من ألواح جدران مكسوة من الطوب التي تمتزج مع المرافق الرياضية المجاورة، وقد خضع المسجد لإصلاح رئيسي في عام 1999، وبني المسجد في إطار صندوق بناء المساجد في عام 1991، يمكن لمسجد دار الغفران أن يستوعب ما يصل إلى 3000 مصلي، يحتوي المسجد على رياض أطفال ومدرسة دينية تقدم الدروس اليومية في المساء.